# Curiínos
Curiínos (Curiini) é uma tribo de coleópteros da subfamília Cerambycinae. Que compreende quatro espécies, distribuídas em um único gênero.

## Taxonomia
- Ordem Coleoptera
  - Subordem Polyphaga
    - Infraordem Cucujiformia
      - Superfamília Chrysomeloidea
        - Família Cerambycidae
          - Subfamília Cerambycinae
            - Tribo Curiini
              - Gênero Curius